# Duma (biljni rod)
Duma, biljni rod iz porodice dvornikovki. Rod je nastao 2011. izdvajanjem tri vrste grmova iz roda Muehlenbeckia, od kojih su dvije australski endemi.
Vrsta Duma florulenta raširena je po Australiji, te u Aziji – u Tadžikistanu i Uzbekistanu.

## Vrste
1. Duma coccoloboides (J.M.Black) T.M.Schust.
2. Duma florulenta (Meisn.) T.M.Schust.
3. Duma horrida (H.Gross) T.M.Schust.